# Научное шоу профессора Николя
Научное шоу профессора Николя — интерактивные научные шоу-программы для детей от 4 до 15 лет, состоящие из зрелищных научных экспериментов, где в развлекательной форме участникам преподносятся основы физики и химии. Бренд является зарегистрированным знаком компании ООО «Веселая наука». Основной формат выступлений — эдьютеймент, объединяющий познавательный и обучающий процессы и элементы игры. Головной офис находится в Москве. Год основания — 2010. На текущий момент в крупнейших городах страны действуют 63 представительств компании в 4 странах мира; проведено около 40000 научных шоу.
Основателем компании является Николай Ганайлюк, известный также как Профессор Николя — выпускник МФТИ, ведущий научных рубрик на телевидении, известный популяризатор научных шоу в России и СНГ.
Основная деятельность компании — проведение научных представлений и праздничных программ для детей под брендом «Научное шоу профессора Николя».

## Формат представлений
Шоу проходит в формате игрового обучения — эдьютейнмента. Идея данного формата была позаимствована у канадской фирмы Mad Science, организующей научные шоу для детей. Сторонники такого формата обучения указывают на то, что в процессе игры информация усваивается лучше. В США, Канаде и Европе эдьютейнмент широко распространён и даже входит в учебную программу: дети смотрят на эксперименты, а преподаватель наглядно их демонстрирует.
Компания «Научное шоу профессора Николя» была одной из первых, кто стал работать в России в этом жанре, устраивая научные выступления среди российских школьников.
Все представления являются полностью интерактивными: помимо традиционного объяснения основ химии и физики, всех процессов, на основе которых проходят опыты, детям позволяют сделать что-то своими руками. Одним из наиболее популярных опытов является приготовление суперслизи — «лизуна», прилипающего к стене. Опыты с жидким азотом также считаются одними из самых зрелищных: помидор опускается в ёмкость с веществом, потом бросается на пол, где овощ разбивается на мелкие кусочки. Ещё один популярный эксперимент «Вылей воду на голову профессора»: здесь раскрывается свойство полиакрилата натрия, полимерного порошка-суперабсорбента, который при взаимодействии с водой преобразует её в гель.
Николай Гнайлюк и всячески подчёркивает, что всё демонстрируемое на его шоу — научные эксперименты, на слово «фокус» введено табу. За его употребление во время выступления ведущих штрафуют.

## Команда
На сегодняшний день в головном офисе и 62 городах-партнёрах по всей России работает более 200 человек. Два раза в год «Научное шоу профессора Николя» на роль ведущего устраивает кастинг: кандидатам дают реквизит и просят показать опыты. Когда опыты не получаются, ведущий должен выкрутиться: Ганайлюк считает, что самое важное — это умение импровизировать.
На кастинге отсеивается 97 % пришедших: из 100 человека с задачей справляются пятеро, и лишь трое способны работать.

## Благотворительность
«Научное шоу профессора Николя» регулярно сотрудничает с компанией «Лорелея профешнл», телерадиомарафоном «Люди сердца», благотворительным фондом «Детям о детях», фондом Чулпан Хаматовой «Подари жизнь», российским представительством Гринписа; приняла участие в благотворительной акции «Свет наших сердец», благотворительном мероприятии для воспитанников школы «Содружество» и для детей из семей льготных категорий, проживающих в районах Измайлово, а также провела благотворительный праздник для детей Фонда «Б. Э. Л. А. Дети-бабочки».

## Финансовые показатели
Основной источник дохода компании — «Научные шоу профессора Николя», на них приходится около 60 % доходов, ещё около 30 % — от франшиз, остальное компания получает от продажи реквизита, научных мастер-классов, социальных программ и брендированных наборов.
Каждый год оборот в Москве увеличивается примерно на четверть. На рекламу праздничных программ компания тратит около 300 000 рублей ежемесячно, на контекстную рекламу — около 100 000 рублей, которая приносит 30 % заказов.
Франчайзинг даёт около 25 % оборота, остальное — доходы от шоу, продажи наборов для домашних экспериментов и монетизации канала на YouTube с помощью рекламы.
Самые пиковые месяцы у бизнеса — сентябрь, декабрь и май. К примеру, в мае 2013 года выручка от шоу профессора Николя в Москве составила 2,4 млн рублей, а в апреле эта сумма была на 900 000 рублей меньше. В декабре 2012 года выручка превысила 3 млн. Самый низкий сезон для бизнеса — летние месяцы.
Цена за выступление в Москве варьируется от 8 000 до 60 000 рублей в зависимости от длины шоу. В небольших городах цена, как правило, не превышает 8 000 рублей.

## Франшиза
На данный момент «Научное шоу профессора Николя» имеет подразделения почти во всех крупных городах России, часть из которых работают на условиях франшизы. 63 франчайзи действуют в четырёх странах — в России, на Украине, в Казахстане и ОАЭ.
Официальная работа с франчайзи началась в 2011 году. Размер паушального взноса зависит от размера города и составляет 200—350 тысяч рублей. Сеть франчайзи строится по принципу «один город — один партнер».
По оценкам компании, размер вложений в организацию шоу Николя при открытии филиала в зависимости от численности населения составляет от 350 до 500 тысяч рублей, а рентабельность— примерно 40 %, которую можно увеличивать за счёт продаж из интернет-магазина.
«Научное шоу профессора Николя» продает франшизу на три года с возможностью приоритетного продления. По словам основателя, окупаемость франшизы достигается через 8-12 месяцев. Максимальные показатели в высокий сезон (сентябрь, декабрь и май) составляют оборот до 1 миллиона рублей, половина из которых является чистой прибылью.
В города с населением менее 200 тысяч человек компания франшизу не продает (за редким исключением). Это связано с тем, что профессор Николя не хочет видеть в числе своих партнеров ведущих-одиночек. Об этом свидетельствует высокий размер паушального взноса и запрет владельцам бизнеса самим вести праздники. Оборот франчайзи должен составлять не менее 100 тысяч рублей в месяц.
Франчайзи ежегодно проходят программу обучения и повышения квалификации (обучение маркетингу, брендингу, управлению продажам, работе в социальных сетях и др.) в Москве, обсуждаются кейсы различных городов и типовые проблемы.

## Разновидности шоу и товары бренда
В арсенале «Научное шоу профессора Николя» более 70 экспериментов по различным разделам физики и химии и 13 программ: для дня рождения, выпускного, праздника в школе и большой аудитории.
Основная аудитория шоу — дети 7-12 лет. Иногда представление заказывают для старшеклассников и взрослых. В списке клиентов «Шоу» числятся такие компании, как Абсолют Банк, Metro C&C, «Дикси», «Студия Артемия Лебедева».
Многие из своих экспериментов профессор Николя выкладывает в своем блоге, некоторые можно проводить у себя дома. Один из таких опытов «Зубная паста для слона»: получение пены, по консистенции напоминающей зубную пасту, при смешении перекиси водорода, жидкого мыла, капли йодистого калия.
Помимо шоу под брендом «Научное шоу профессора Николя» выпускаются книги об экспериментах. Тираж «Экспериментов профессора Николя» был продан за полгода. Новая книга «Азбука экспериментов профессора Николя» разошлась менее чем за месяц. В компании считают, что книги способствуют популяризации бренда и научного шоу.
В 2014 году «Научное шоу профессора Николя» открыли интернет-магазин, в котором помимо книг от профессора Николя, можно купить книги от партнёра «Манн, Иванов и Фербер», брендированные наборы для домашних экспериментов и другую продукцию.
Кроме этого, Ганайлюк проводит научные мастер-классы, которые в ближайшее время планируют дополнить социально-ориентированными антитабачными и антиалкогольными программами. Права на эксклюзивную идею были куплены у лидера испаноговорящего рынка Fun Science.

## Интересные факты
- Все ведущие ездят на брендированных Николя-мобилях (марки Peugeot). По словам основателя компании Николая Ганайлюка, такие автомобили увеличивают узнаваемость бренда и привлекают новых клиентов: они звонят после того, как увидят яркие машины профессора Николя в пробках[8].
- Одно из самых запомнившихся представлений по словам Николая Ганайлюка следующее: «Как-то мы были в колонии для несовершеннолетних… Я вызвал одного мальчика в качестве помощника и вручил ему стеклянную колбу. Тут же подбежала женщина-надзиратель и отобрала у него эту колбу — запрещено. Так он и стоял рядом, а опыт пришлось проводить мне самому. Но ребята там очень хорошие»[4].